# 장흥향교
장흥향교(長興鄕校)는 대한민국 전라남도 장흥군 장흥읍 교촌리에 있는 향교이다. 전라남도의 유형문화재 제107호로 지정되었다.
조선 태조 7년(1398년)에 건립되어 그 위치가 한번도 옮겨지지 않고 오늘에 이른 건물이다. 5성 10철 송조 6현, 한국 18현을 봉안하고 있는 대성전은 전면 5칸, 측면 4칸의 맞배지붕이다. 정면의 명륜당은 정면 5칸, 측면 2칸 팔작지붕이며, 동·서재는 대성전의 좌우에 배치되어 정면 3칸, 측면 2칸으로 맞배지붕과 팔작지붕이다. 600여 년 동안 위치를 변경하지 않고 장흥지방의 유학 진흥과 교화를 담당했던 곳이다.

## 개요
향교는 훌륭한 유학자를 제사하고 지방민의 유학교육과 교화를 위하여 나라에서 지은 교육기관이다.
태조 7년(1398)에 세워진 장흥향교는 임진왜란(1592) 때 불에 탄 것을 인조 8년(1630)에 수리하였다. 그 후에도 여러 차례 고쳤다. 현재 남아 있는 건물은 대성전·명륜당·동재·서재·제기고 등이 있다.
경사지에 위치한 장흥향교는 내삼문을 경계로 배움의 공간과 제사공간을 구분하고 있다. 앞쪽에는 외삼문·명륜당·동재·서재가 있고, 뒤쪽에는 대성전과 전사청이 있어 전학후묘의 배치를 이루고 있다. 전사청은 1981년에 지은 것으로 제사를 관리하는 곳이며, 원래 대성전 앞에 동무, 서무가 있었으나 1970년에 철거하였다.
조선시대에는 국가로부터 토지·노비·책 등을 지급 받아서 학생들을 가르쳤으나 갑오개혁(1894) 이후에는 교육적 기능은 없어지고, 봄·가을 2차례에 걸쳐 제사만 지낸다.